# Novi Žednik
Novi Žednik (ćir.: Нови Жедник, mađ.: Bácsjózseffalva) je naselje u općini Subotica u Sjevernobačkom okrugu u Vojvodini.

## Stanovništvo
U naselju Novi Žednik živi 2848 stanovnika, od čega 2322 punoljetnih stanovnika s prosječnom starosti od 41,5 godina (40,2 kod muškaraca i 42,7 kod žena). U naselju ima 968 domaćinstva, a prosječan broj članova po domaćinstvu je 2,90.
Prema popisu iz 1991. godine u naselju je živjelo 2932 stanovnika.
| Etnički sastav 2002. |            |        |
| Narod                | Stanovnika | %      |
| Srbi                 | 1.805      | 63,37% |
| Bunjevci             | 398        | 13,97% |
| Mađari               | 240        | 8,42%  |
| Hrvati               | 206        | 7,23%  |
| Jugoslaveni          | 44         | 1,54%  |
| Crnogorci            | 35         | 1,22%  |
| Romi                 | 8          | 0,28%  |
| Albanci              | 5          | 0,17%  |
| Makedonci            | 4          | 0,14%  |
| Bugari               | 3          | 0,10%  |
| Slovenci             | 1          | 0,03%  |
| Nijemci              | 1          | 0,03%  |
| Muslimani            | 1          | 0,03%  |
| nepoznato            | 2          | 0,07%  |

| broj stanovnika | 3633  | 3735  | 3909  | 3435  | 3195  | 2932  | 2848  |
|                 | 1948. | 1953. | 1961. | 1971. | 1981. | 1991. | 2001. |

## Gospodarstvo
Važni nositelj gospodarskog života u bio je subotički Agrokombinat, koji je u Novom Žedniku imao ekonomiju i silos kapaciteta 24.000 tona (na adresi Železnička stanica b.b.).

## Šport
- Nogometni klub Preporod.[4]

## Vanjske poveznice
- Karte, položaj vremenska prognoza  Arhivirana inačica izvorne stranice od 5. svibnja 2009. (Wayback Machine)
- [neaktivna poveznica]